# Università di Aix-Marseille
L'Università di Aix-Marseille (AMU) (in francese: Aix-Marseille Université; anche nota in italiano come Università di Aix-Marsiglia) è un istituto universitario pubblico situato in Provenza, nel sud della Francia. Fu fondata nel 1409 da Luigi II d'Angiò, che chiese al papa Alessandro V di poter creare un'università in Provenza.
L'università attuale è il risultato della fusione dell'Università della Provenza, dell'Università del Mediterraneo e dell'Università Paul Cézanne, avvenuta ufficialmente il 1º gennaio 2012, creando così la più grande università francese, con circa 70 000 studenti. L'AMU ha il più alto budget fra le università dell'intero mondo francofono, ammontante a circa 650 milioni di euro.
L'università è suddivisa in cinque campus principali, situati a Aix-en-Provence e a Marsiglia. Oltre a questi gestisce altre strutture di insegnamento e ricerca ad Arles, Aubagne, Avignone, Digne-les-Bains, Gap, La Ciotat, Lambesc e Salon-de-Provence. La sede amministrativa è nel Palais du Pharo, a Marsiglia.
L'AMU vanta molti ex alunni di prestigio nei campi della politica, della giurisprudenza, dell'econonomia e della letteratura. Tra i suoi alunni e docenti vi sono stati tre premi Nobel, un vincitore di due premi Pulitzer, tre vincitori del premio César, diversi capi di stato, parlamentari, ministri, ambasciatori e membri dell'Institut de France.
L'AMU è affiliata a molte università e istituti di ricerca in tutto il mondo e collabora strettamente con il Centre national de la recherche scientifique (CNRS) e il Commissariat à l'énergie atomique et aux énergies alternatives (CEA).

## Organizzazione

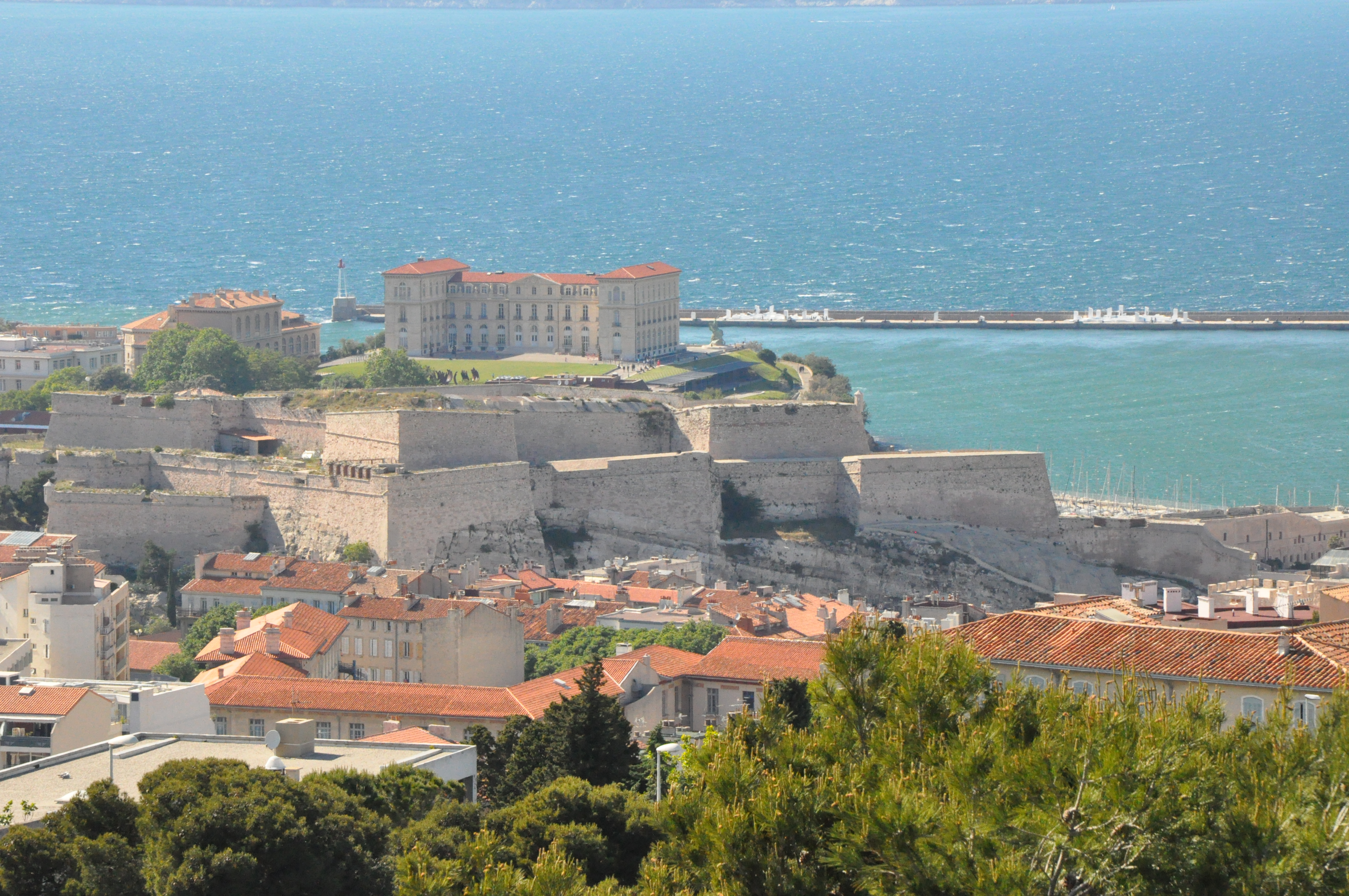
Il Palais du Pharo di Marsiglia, sede amministrativa dell'Università di Aix-Marseille.

L'università di Aix-Marseille è suddivisa in cinque aree didattiche, ciascuna con varie facoltà:
- Legge e Scienze Politiche
  - Facoltà di legge e scienze politiche
  - Istituto di amministrazione pubblica e governo del territorio
  - Facoltà di economia e management
  - Scuola di giornalismo e comunicazione di Marsiglia
  - Scuola superiore di management (IAE)
  - Istituto regionale del lavoro
- Arte, Letteratura, Lingue e Scienze Umane
  - Facoltà di arte, letteratura e scienze umane
  - Centro di formazione per musicisti
  - Casa mediterranea di scienze umane (Maison méditerranéenne des sciences de l'homme)
- Salute
  - Facoltà di medicina
  - Facoltà di odontologia
  - Facoltà di farmacia
  - Scuola universitaria per collaboratrici domestiche
- Scienze e Tecnologia
  - Facoltà di scienze
  - Facoltà degli sport
  - Scienze dell'universo (Institut Pytheas)
  - Politecnico di Marsiglia

Ne fanno parte inoltre l'Istituto Universitario di Tecnologia e l'Istituto Universitario di Formazione dei Docenti (Institut Universitaire de Formation des Maîtres).